# Nunnie Beckman
Carin (Nunnie) Beckman, född Leijonhufvud den 21 juni 1906 i Svea livgardes församling, Stockholm, död den 9 januari 2002 i Lidingö församling, Stockholms län, var en svensk målare, konstpedagog och formgivare.
Hon var dotter till friherre Carl Leijonhufvud och Ebba Barnekow samt från 1932 gift med Anders Beckman och mor till Susanne Beckman. Hon blev tidigt medarbetare i sin mans reklambyrå och kom även att arbeta vid sin mans skola efter att den etablerades 1939. När maken avled 1967 drev hon med hjälp av Per och Eyvind Beckman skolan vidare samt familjens reklamateljé.
Som konstnär finns hon representerad vid Regionmuseet Kristianstad.
Makarna Beckman är begravda på Lidingö kyrkogård.